# Angeli senza paradiso (album)
Angeli senza paradiso è un album di Christian del 1996.
Prodotto e distribuito dalla Fonit Cetra. Arrangiamenti di Gianni Prudente e Gianluca Ferri.

## Tracce
1. Angeli senza Paradiso
2. Non ti perderò non mi perderai
3. Nel buio
4. Maschera
5. Stupida felicità
6. Nuova estate
7. Parlami
8. Fantasia
9. Dolceamara
10. Ricordami